# Tardets-Sorholus
Tardets-Sorholus település Franciaországban, Pyrénées-Atlantiques megyében. Lakosainak száma 579 fő (2022. január 1.). Tardets-Sorholus Alos-Sibas-Abense, Barcus, Laguinge-Restoue, Montory és Trois-Villes községekkel határos.

## Népesség
A település népessége az elmúlt években az alábbi módon változott:
| Lakosok száma | 590  | 557  | 563  | 541  | 551  | 558  | 566  | 573  | 579  |
|               | 2013 | 2015 | 2016 | 2017 | 2018 | 2019 | 2020 | 2021 | 2022 |